# Albert Pomade
Jean-Albert Pomade, plus connu sous le nom d'Albert Pomade, né à Mont-de-Marsan le 31 janvier 1880 et mort à Dax le 31 décembre 1957 est un architecte français. 
Principalement travaillé dans le sud-ouest de la France, et plus particulièrement dans le département des Landes. Il est notamment l’architecte des arènes de Dax, des arènes Marcel-Dangou, des arènes de Pomarez et des arènes de Morlanne.

## Biographie

### Famille et jeunesse
Le père d'Albert Pomade, Jean dit « Joannès » (1835-1911), est gendarme à cheval. Il épouse Marie Larrieu (1848-1873), avec qui il a une fille, Marie-Berthe. En 1876, veuf, il épouse à Labatut Anne Forestier. De cette union naissent Marie-Gabrielle puis, le 31 janvier 1880, Jean-Albert. Son père est rapidement muté à la caserne de Dax, où il acquiert plusieurs logements ouvriers qu'il loue, et un immeuble rue de Chalosse où il ouvre un café.

### Études
À l'école municipale, Albert Pomade rencontre Eugène Milliès-Lacroix (fils du maire de l'époque, Raphaël Milliès-Lacroix, et futur sénateur-maire). Il est ensuite envoyé à l'école primaire supérieure de la commune, où il obtient son certificat d'études et son baccalauréat. Il entre en 1898 à l'école des beaux-arts de Bordeaux et suit des cours préparatoires d'architecture : il apprend le dessin technique et l'histoire de l'art. Il en sort en 1900.
Il entre à l’école des beaux arts de Paris le 13 mai 1903, devient le disciple Louis Henri Georges Scellier de Gisors puis de Louis Bernier. Il est diplômé le 21 novembre 1907 grâce au dessin d'« une villa au bord de la mer » qui doit être construite à Hendaye.

### Vie
Albert Pomade rentre à Dax en janvier 1908 et s'associe avec  Alexandre Lalanne dont il reprend le cabinet au no 4 cours Julia-Augusta. Le 1er juin 1909, il remplace Edmond Ricard au poste d'architecte de la ville de Dax et de président des architectes agréés des Landes. Pendant la Première Guerre mondiale, il est affecté au groupe automobile du 18e escadron du train. De retour à Dax, il s'installe dans l'immeuble acquit par son père rue de Chalosse. En 1919, il épouse Ana-Célia Vasquez (1889-1948), portoricaine veuve depuis 1913 d'Hayward Rose, riche étatsunien. Ils font construire en 1926, boulevard de Cuyès, la villa Chinita.
En 1930, il entre à la commission départementale des sites et monuments naturels. Il est également membre du cercle d'Acqs — association réunissant les principaux notables de la ville — et de la Société des architectes de Bordeaux et du sud-ouest, dont il est vice-président de 1933 à 1935. De 1938 à 1939, il est président du Rotary Club de Dax, et membre du conseil régional de l'ordre des architectes à partir de 1941. À la libération, il occupe à titre provisoire la charge d'architecte des monuments historiques des Landes et celui d'expert agréé auprès du ministère de la reconstruction et de l'urbanisme chargé de l'évaluation du montant des demandes d'indemnités pour dommages de guerre.
Après un premier accident cardiaque au début des années 1950, il délègue progressivement les travaux de son cabinet — il emploie alors deux dessinateurs, Mathias Wang et Roger Colmant, un métreur, Jean Labory, et une secrétaire, Antoinette Lahontaa. — à Jean-Raphaël Hébrard (1927-2006). Il meurt d'une crise cardiaque le 31 décembre 1957, et est inhumé au cimetière Saint-Pierre de Dax.

## Réalisations
Albert Pomade réalise dans les Landes de nombreux monuments aux morts, mairies et écoles, frontons, salle de réunions et foyers municipaux dans des petites communes, et plusieurs immeubles à Dax. Les plus importants sont l'Atrium Casino (en collaboration avec André Granet et Jean Prunetti), l'hôtel Splendid (en collaboration avec André Granet), l'hôtel des Baignots (rénovation, surélévation, et restauration) et l'immeuble Biraben, ainsi que les arènes de Dax, de Pomarez, de Saint-Sever et de Saint-Vincent-de-Tyrosse. Il fait construire de nombreuses villas dans les Landes, les Pyrénées-Atlantiques et le Guipuscoa.

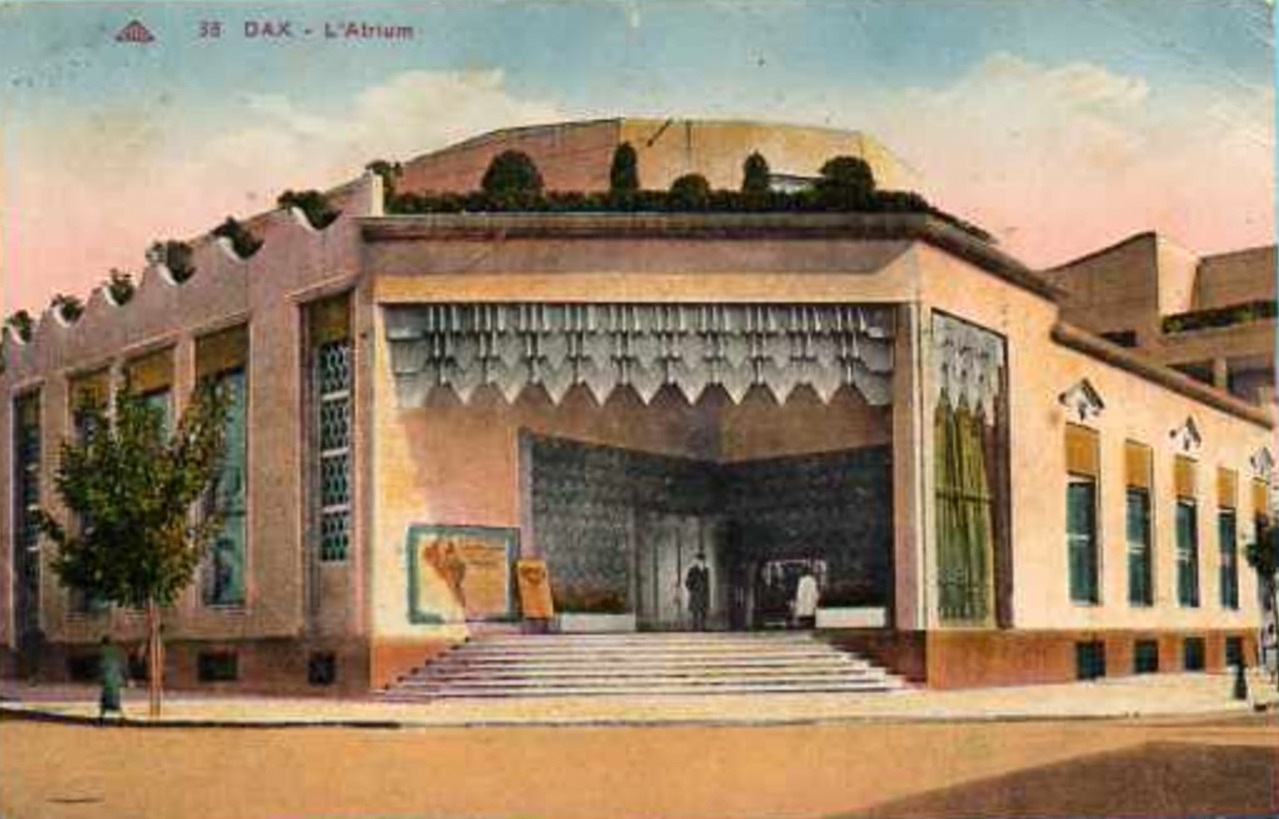
L'Atrium Casino (Dax).
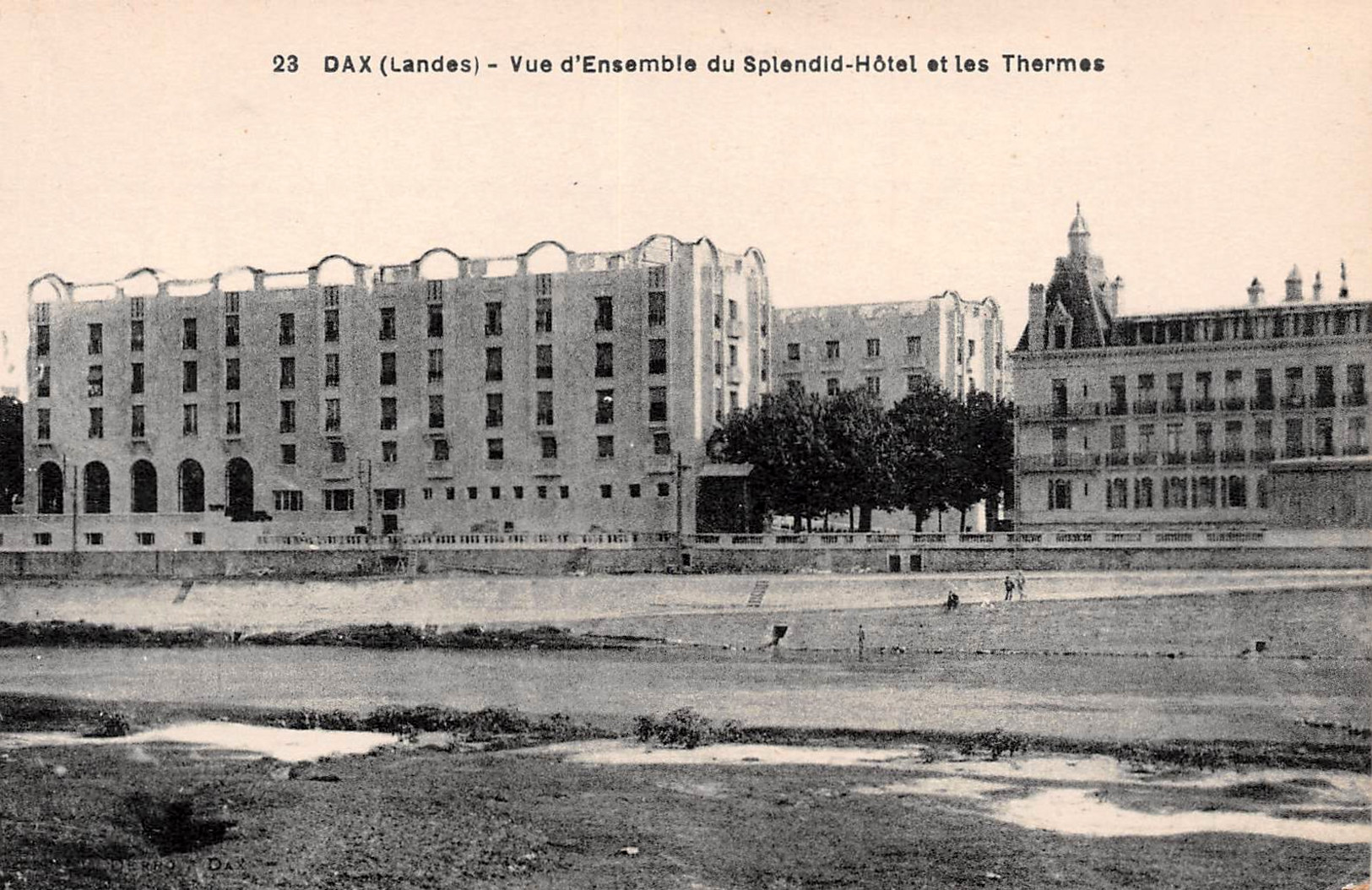
L'hôtel Splendid (Dax).
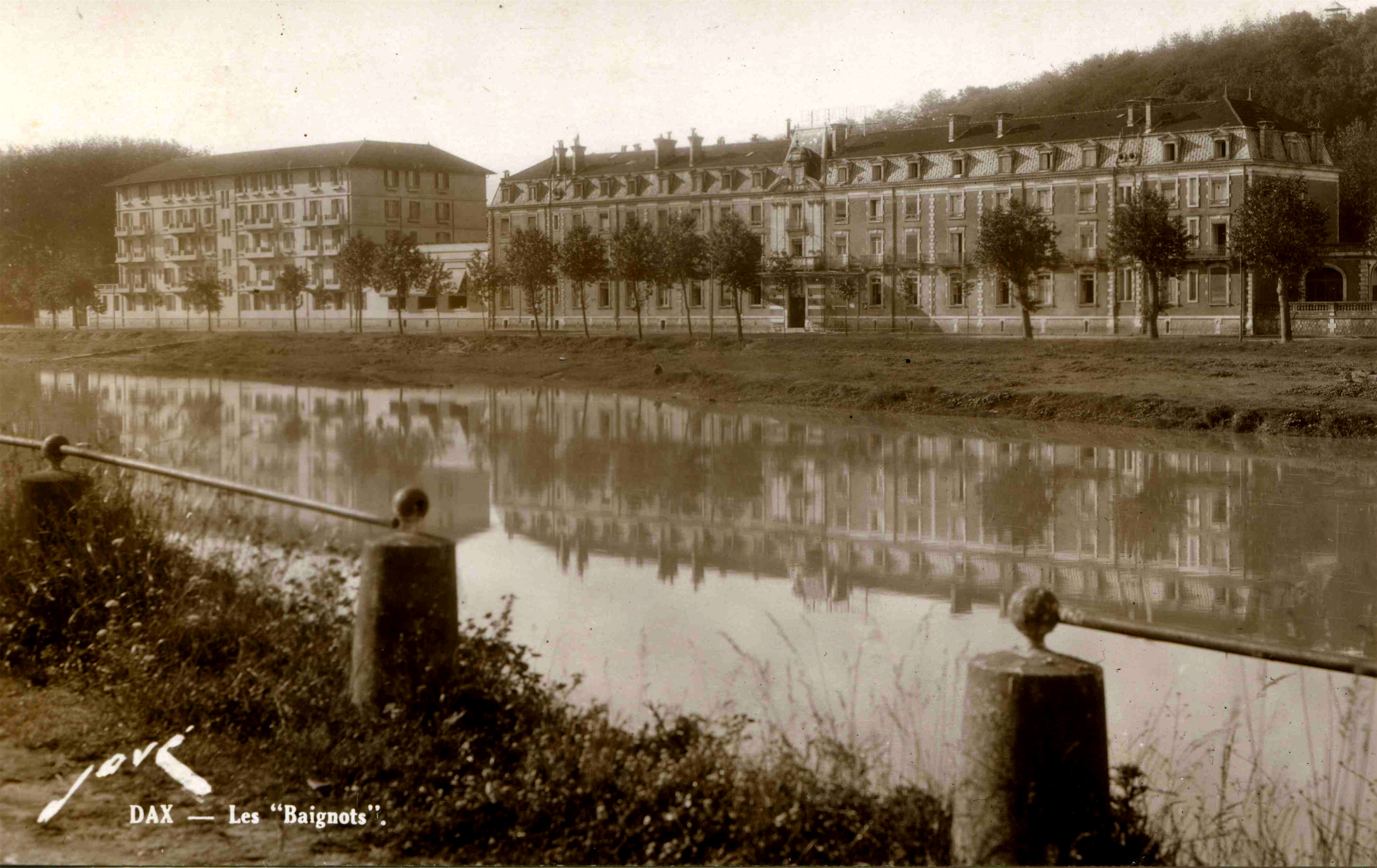
L'hôtel des Baignots (Dax).
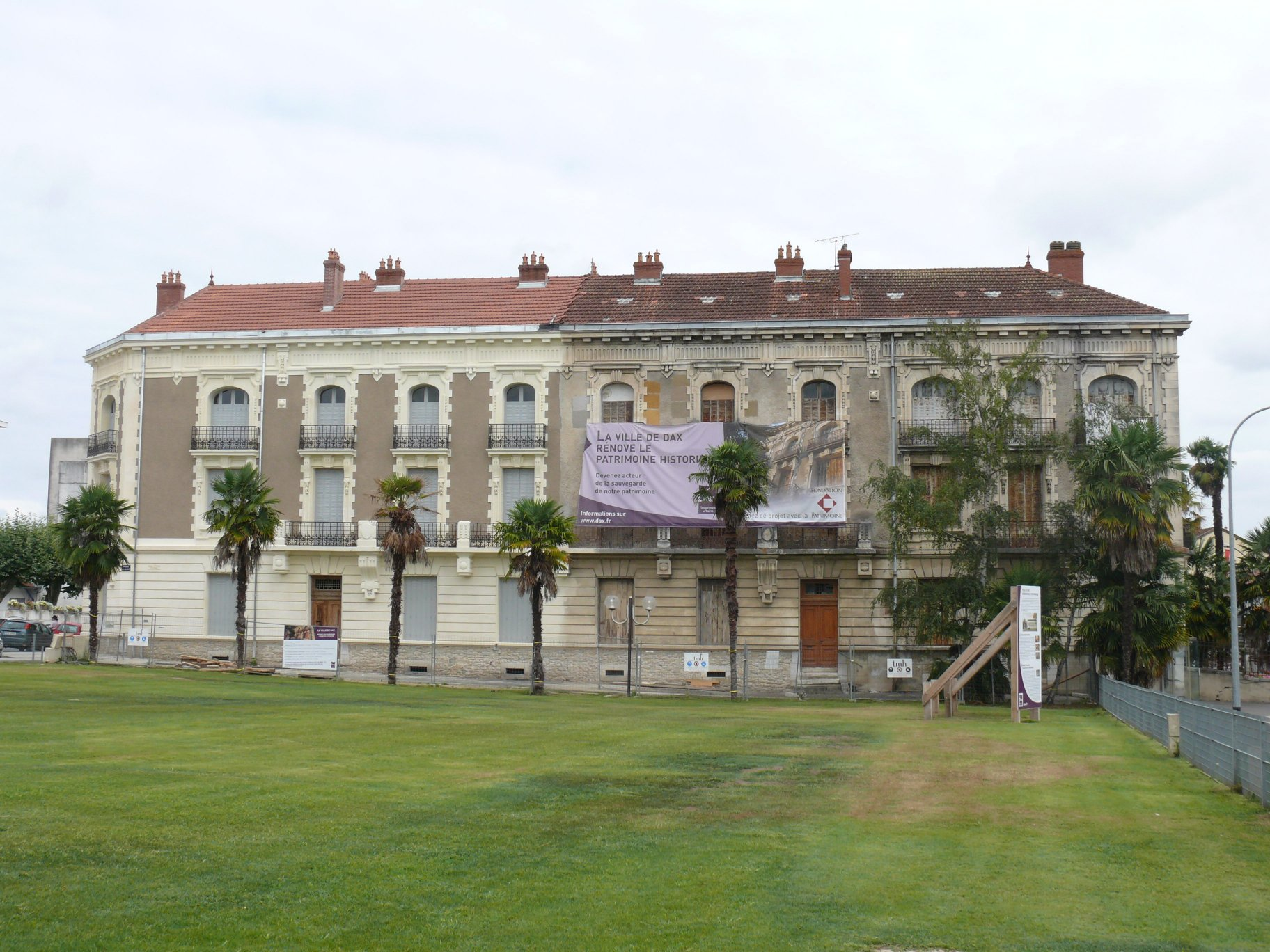
L'immeuble Biraben (Dax).
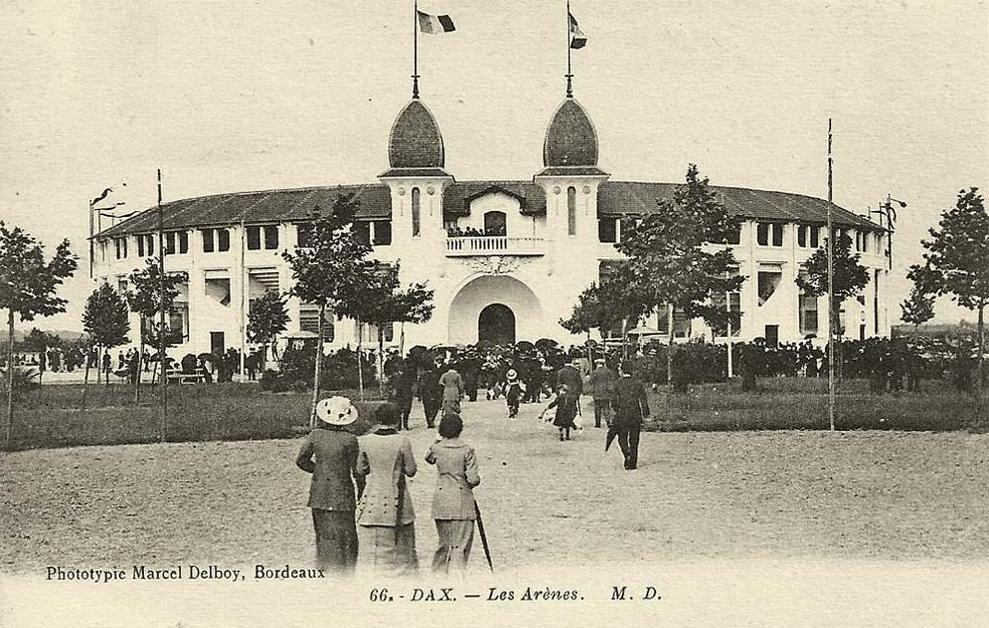
Les arènes de Dax.
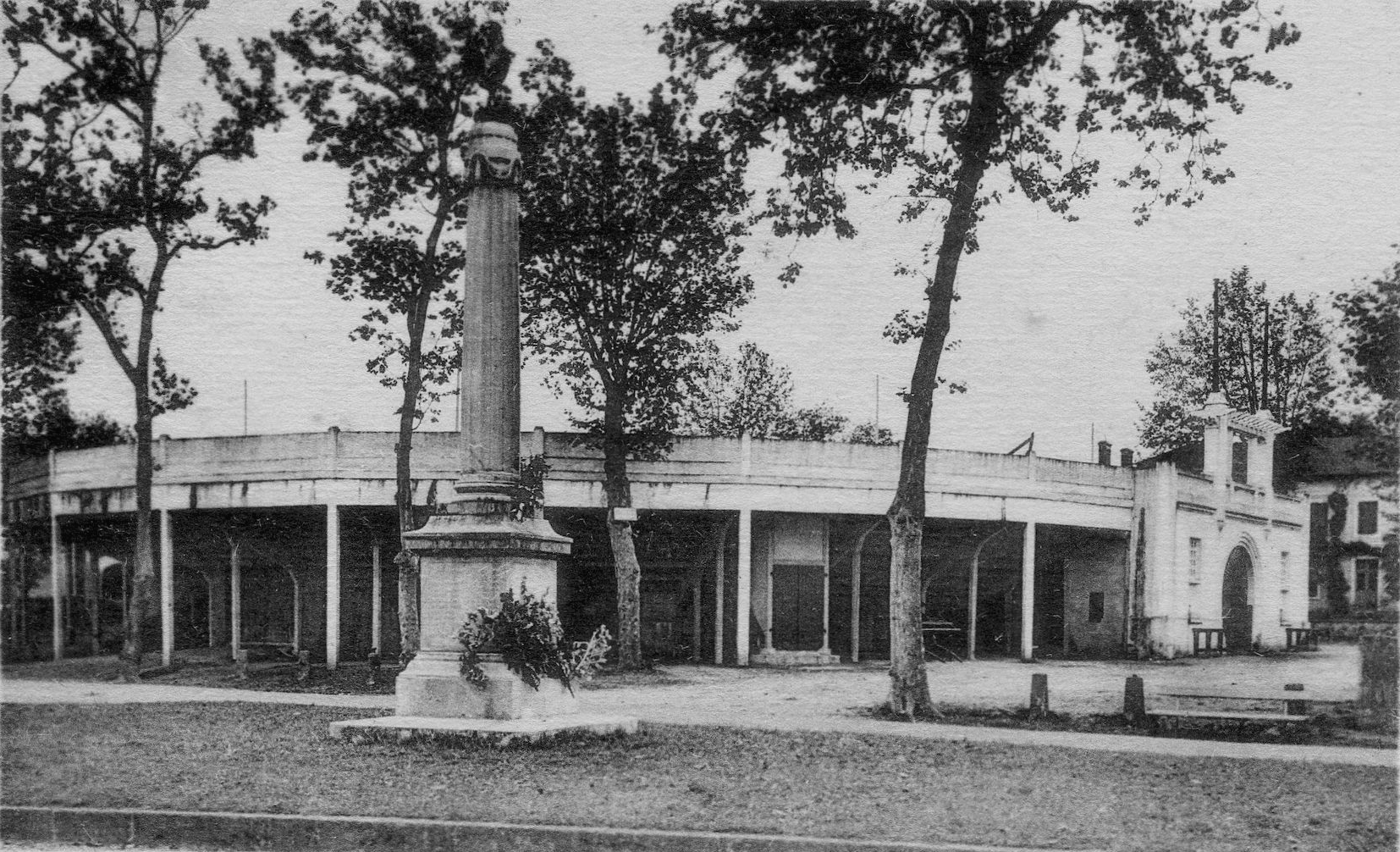
Les arènes et le monument aux morts de Pomarez.
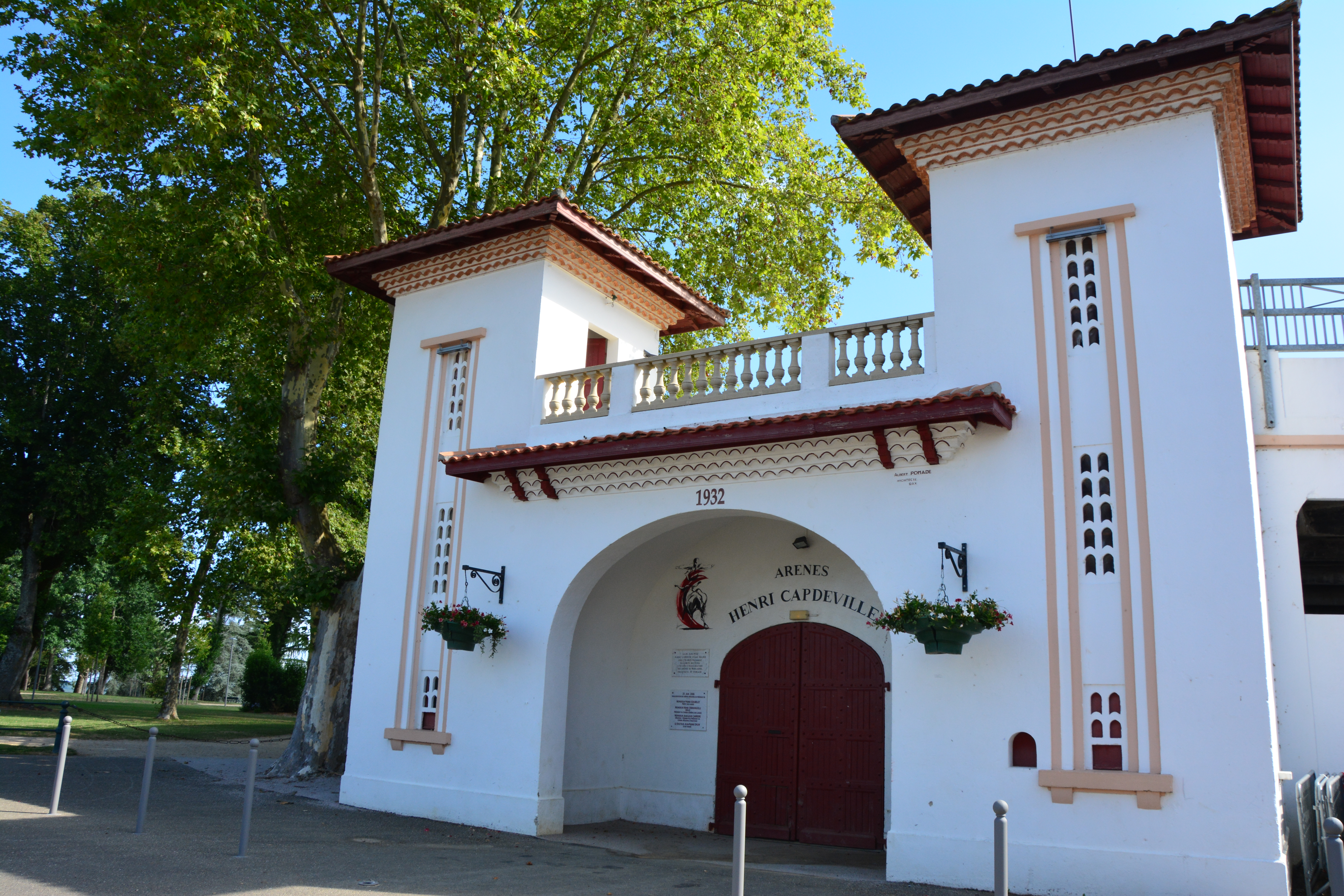
Les arènes de Morlanne (Saint-Sever).

## Postérité
D'après l'historien Kévin Laussu en 2012, « Pomade a manqué son rendez-vous avec l'histoire ». Ses papiers ont disparu dans la crue de l'Adour de 1952, rendant toute étude difficile. Seule l'architecture Art déco de la cité balnéaire de Hossegor a acquis une certaine reconnaissance.

### Distinctions
- Officier d'académie[5];
- Officier de l'Instruction publique (1911)[5];
- Chevalier de la Légion d'honneur[8].

### Hommages
Une école Albert Pomade et une impasse Pomade à Dax, ainsi qu'une villa Pomade à Rion-des-Landes sont nommées en son honneur.